# Vasyl Ivanchuk
Vasyl Mykhaylovych Ivanchuk (em ucraniano:  Василь Михайлович Іванчук; Kopychyntsi, 18 de março de 1969), também transliterado como Vassily Ivanchuk, é um enxadrista ucraniano que detém o título de Grande Mestre de Xadrez. Considerado um dos melhores jogadores do esporte, figurou na primeiras posições do ranking FIDE.
Um dos jogadores de maior destaque desde 1988, Ivanchuk já foi ranqueado por três vezes como número 2 do ranking mundial (julho de 1991, julho de 1992 e outubro de 2007). Uma oscilação no nível do seu jogo fez com que fosse o trigésimo do ranking em julho de 2009, antes que voltasse a figurar entre os melhores.
Ivanchuk já ganhou os seguintes torneios: Linares, Wijk aan Zee, Memorial Tal, Gibraltar Masters e M-Tel Masters. Ivanchuk também foi o ganhador do mundial de xadrez blitz de 2007, do torneio de xadrez rápido de Melody Amber, em 1992, e compartilhou o primeiro lugar em um evento combinado (xadrez às cegas e rápido), em 2010.
Em 2011, lhe foi outorgado a Ordem do Principe Yaroslav, o sábio, de IV grau.
Ivanchuk chegou a ser considerado um dos melhores jogadores de xadrez que nunca venceu um Campeonato Mundial.
Em 2016, não participou na Olimpíada de xadrez, em Baku, e preferiu jogar um aberto de damas na Polônia. No final do ano, tornou-se campeão mundial de xadrez rápido, no Catar.